# کارخانه تولید کاغذ اسناد بهادار
کارخانه تولید کاغذ اسناد بهادار (تکاب) کارخانه ایرانی تولیدکننده اسناد بهادار، کاغذ اسکناس، چک، صفحات پاسپورت و شناسنامه است که در سال ۱۳۶۱ تشکیل شد. تکاب به عنوان تنها تولیدکننده کاغذ امنیتی و چاپ پول در کشور ایران، شناخته می‌شود.

## تاریخچه
در سال ۱۳۱۰ شمسی اسکناس‌های چاپ شده قبلی از جریان استفاده و تولید خارج شدند و بر اساس ماده ۵ قانون اصلاح قانون واحد و مقیاس پول، حق انحصاری انتشار اسکناس به مدت ۱۰ سال به بانک ملی ایران واگذار شد. پس از این، تعیین نوع طرح و مبلغ، نوع اسکناس و تعداد آنها در بانک ملی مشخص و در لندن چاپ می‌شد. نشر اسکناس از سال ۱۳۳۹ از بانک ملی به بانک مرکزی سپرده شد. در ادامه در سال ۱۳۶۸ با توجه به واردات کاغذهای مورد نیاز از خارج، طرح ساخت کارخانه تولید کاغذ اسناد بهادار بنیان‌گذاری شد و در سال ۱۳۷۶ عملیات اجرایی پروژه کارخانه تولید کاغذ اسناد بهادار آغاز گشت. در سال ۱۳۸۱ این کارخانه پس از پشت سر گذاردن تولیدات آزمایشی به بهره‌برداری کامل رسید.

## جایگاه
این کارخانه در زمینی به مساحت ۲۵ هکتار در استان مازندران، شهرستان آمل، کیلومتر ۷ جاده چمستان با زیربنایی بالغ بر ۳۷۹۵۰ متر مربع در حال فعالیت است.